# Turbo C++
Turbo C++ é um compilador C++ e ambiente de desenvolvimento integrado produzido pela Borland, parte de uma popular família de compiladores que também inclui Turbo Pascal, Turbo Basic, Turbo Prolog e Turbo C. Sendo o sucessor do Turbo C, o Turbo C++ expandiu o compilador similarmente a como o Turbo Pascal 5.5 adicionou a funcionalidade de orientação a objeto em relação a versões anteriores. Entretanto, o produto nunca foi capaz de atender toda a norma da linguagem, a ISO/IEC 14882, pois o compilador foi descontinuado antes de ser completado.
Recentemente, a Borland relançou a linha de produtos Turbo que conta com uma nova versão do Turbo C++.

## Histórico de versões
O primeiro lançamento do Turbo C++ foi realizado durante o período de domínio da plataforma MS-DOS em computadores pessoais. A versão 1.0 rodava em OS/2 e a versão 1.01, lançada em 28 de fevereiro de 1991, rodava em MS-DOS. Essa nova versão conseguia gerar arquivos COM e EXE, e estava disponível embarcado no produto Turbo Assembler para processadores Intel x86.
O Turbo C++ 3.0 foi lançado em 20 de novembro de 1991, prevendo o lançamento de um versão para o Microsoft Windows. Essa versão já suportava templates, geração de executáveis em modo protegido e geração de código para arquiteturas legadas, como o Intel 80186. Após seu lançamento, a esperada versão para Windows também foi disponibilizada. O primeiro ambiente de desenvolvimento integrado foi o Turbo C++ 3.0 para Windows, seguido do Turbo C++ 3.1 e do Turbo C++ 4.5. Cogita-se que o pulo da versão 1.x para a versão 3.x foi parte de uma tentativa de associar a versão do compilador a versão do Microsoft Windows; entretanto, pensa-se que essa atitude foi feita somente para sincronizar o Turbo C e o Turbo C++, já que o Turbo C 2.0 (1989) e o Turbo C++ 1.0 (1990) foram lançado na mesma época.
Com a versão 3.0, a Borland introduziu a distinção entre o Turbo C++ e o Borland C++. Enquanto o primeiro era divulgado como um produto mais básico, o segundo era parte de uma robusta plataforma para desenvolvimento de aplicações profissionais, que incluíam ferramentas adicionais e um otimizador de compilação mais sofisticado.
A versão 4.0 foi lançada em novembro de 1993, sendo um ferramenta importante para o desenvolvimento da Standard Template Library e as primeiras aplicações em metaprogramação por templates. Com o sucesso do Delphi, a Borland terminou a linha de produtos Borland C++ para concentrar-se no C++ Builder para Windows, que usava a mesma plataforma do Delphi. Essa mudança resultou no fim das atividades de desenvolvimento do Borland C++/Turbo C++ até 2006.
O Turbo C++ v1.01 para DOS foi disponibilizado gratuitamente pela Borland por um longo tempo através de um sítio da empresa, assim como o Turbo C++ 2006, um subconjunto do Borland C++ Builder, foi lançado em 5 de setembro de 2006.. O suporte para ambos (e consequentemente a disponibilização para download) foram interrompidos em favor de ferramentas mais recentes como o Embarcadero C++ Builder XE2.